# Lysmus beccarii
Lysmus beccarii là một loài côn trùng trong họ Osmylidae thuộc bộ Neuroptera. Loài này được Navás miêu tả năm 1929.